# Polyvinylformal
|  | Dieser Artikel wurde auf der Qualitätssicherungsseite der Redaktion Chemie eingetragen. Dies geschieht, um die Qualität der Artikel aus dem Themengebiet Chemie formal und inhaltlich auf ein in der Wikipedia gewünschtes Niveau zu bringen. Wir sind dankbar für deine Mithilfe, bitte beteilige dich an der Diskussion (neuer Eintrag) oder überarbeite den Artikel entsprechend. |

Polyvinylformal mit einem Acetalisierungsgrad von 75 %.

Polyvinylformal  ist ein Polyvinylacetal-Kunststoff aus der Gruppe der Thermoplaste.

## Herstellung
Polyvinylformal wird aus Polyvinylalkohol durch Acetalisierung mit Formaldehyd unter Wasserabspaltung hergestellt, wobei der Acetalisierungsgrad variieren kann. Im unten abgebildeten Polymerausschnitt liegt der Acetalisierungsgrad bei 75 % (75 % der Hydroxygruppen des Polyvinylalkohols sind zu Acetalgruppen umgesetzt, 25 % sind übrig geblieben):
In geringem Umfang kann die Acetalbildung auch zwischen zwei Polyvinylalkohol-Ketten erfolgen, so dass Vernetzung auftritt.

## Verwendung
Polyvinylformal wird für als Lack-Komponente für Benzinkanister benutzt. Bei einem Acetalisierungsgrad von 95 % besitzt Polyvinylformal in trockenem Zustand eine hohe Zugfestigkeit. Polyvinylformal wird als Zusatz für Phenolharzkleber zur Herstellung von mehrschichtiger Leichtmetallplatten benutzt, die in schwingungsbeanspruchten Systemen (Flugzeugbau) Anwendung finden.
Unter dem Namen „Formvar“ wird es als der isolierende Lack in Kupferlackdraht verwendet.